# Stadion Miejski w Zgierzu
Stadion Miejski – stadion sportowy w Zgierzu, w Polsce. Został otwarty w 1937 roku. Może pomieścić 2000 widzów. Swoje spotkania rozgrywają na nim piłkarze klubu Boruta Zgierz (w przeszłości obiekt gościł występy tego zespołu w II lidze).